# 1118 (numero)
Millecentodiciotto (1118) è il numero naturale dopo il 1117 e prima del 1119.

## Proprietà matematiche
- È un numero pari.
- È un numero composto con 8 divisori: 1, 2, 13, 26, 43, 86, 559, 1118. Poiché la somma dei suoi divisori (escluso il numero stesso) è 730 < 1118 è un numero difettivo.
- È un numero sfenico.
- È parte delle terne pitagoriche (1118, 1680, 2018), (1118, 7224, 7310), (1118, 24024, 24050), (1118, 312480, 312482).